# Kongregationalisme
Kongregationalisme er en kirkepolitisk retning, hvor den enkelte menighed er øverste myndighed, primært i trosspørgsmål, men gerne også i andre sammenhænge. En række kristne kirker er organiseret efter dette princip – kongregationalisterne har navn efter styreformen, men også andre kirker følger princippet, bl.a. Det Danske Missionsforbund.
| Religion | Spire Denne religionsartikel er en spire som bør udbygges. Du er velkommen til at hjælpe Wikipedia ved at udvide den. |